# Cephalotes porrasi
Cephalotes porrasi är en myrart som först beskrevs av Wheeler 1942.  Cephalotes porrasi ingår i släktet Cephalotes och familjen myror. Inga underarter finns listade.